# Петрушечник
Петрушечник (лат. Sison) — олиготипный род растений семейства Зонтичные (Apiaceae).
Представители рода встречаются в Европе и Малой Азии.

## Ботаническое описание
Двулетние травы с ветвистым стеблем и дважды перистыми листьями.
Зубцы чашечки незаметные; лепестки беловатые, округлые, глубоко выемчатые и в выемке с загнутой внутрь долькой.
Плод широкояйцевидный, несколько сжатый с боков, на спайке суженный, двойчатый; полуплодики с пятью нитевидными рёбрами, столбик двураздельный, белок со стороны спайки плоский.

## Классификация
Род насчитывает 2 вида:
- Sison amomum L. — Петрушечник ароматный, европейский вид.
- Sison salsum L.f. — малоазиатский вид.